# Суджанський повіт
Суджанський повіт — історична адміністративно-територіальна одиниця Московського царства, Російської імперії, а потім (після революції) РРФСР. Повіт входив до складу: Московської держави, Російської імперії: Бєлгородської губернії (1727–1779), Курського намісництва (1779–1797) і Курської губернії (1797–1924). Повітовим центром було місто Суджа.

## Історія
Путивльський повіт відомий як адміністративно-територіальна одиниця з XVII століття. Центром була Суджа, заснована 1664 року. У XVII — на початку XVIII століть повіт був самостійною одиницею, керованою воєводою.
У XVII столітті від повіту відійшли західні волості, які колонізували русини з Речі Посполитої. На сході також повіт зменшився, в зв'язку з заснуванням на його теренах нових повітів: Обоянського та Бєлгородського.
За адміністративної реформи Петра І в 1708 році повіти були скасовані, замість них були утворені дистрикти, місто Суджа 1719 року увійшла до складу Бєлгородської провінції Київської губернії.
1727 року зі складу Київської губернії була виділена Бєлгородська губернія, зі включенням до неї Бєлгородської, Орловської й Севської провінцій. Дистрикти були перейменовані в повіти. Суджанський повіт увійшов до складу Бєлгородської Бєлгородської губернії.
1779 року Бєлгородська губернія була поділена на Курське й Орловське намісництва. Суджанський повіт увійшов до складу Курського намісництва (перетворено в Курську губернію в 1797 році). Тоді ж до складу повіту відійшло місто Миропілля Харківського намісництва із прилеглими поселеннями.
В 1802 році повіти були розукрупнені межі повіту було переглянуто.
C 1802 по 1918 роки кордони повіту існували без значних змін.
Навесні 1918 року більша частина території повіту була окупована військами Германської імперії, а саме повітове місто входило до «нейтральної зони».
У період між 1918 і 1924 роками багаторазово переглядався склад і назви волостей і сільрад повіту.
За постановою Президії ВЦВК від 12 травня 1924 року Суджанський повіт було скасовано, а його територію було поділено між Льговським та новоутвореним Борисовським повітами. Суджа відійшла до складу Льговського повіту. Південна частина повіту стала Борисовським повітом, а з 1925 року відійшла до Грайворонського повіту.
16 жовтня 1925 року територія Криничанської (повністю) та Миропільської (частково) волостей було передано УСРР.
При переході на області, округи і райони (1928 рік) на території колишнього повіту був утворений Суджанський район.

## Населення
За даними перепису 1897 року в повіті проживало 150 263 мешканці. В повітовому місті — 7433 мешканці.

## Географія

### Склад
Станом на 1880 рік налічував 218 сільських громад, 206 поселень у 14 волостях. Населення — 115 610 осіб (58 510 чоловічої статі та 57 100 — жіночої), 17 683 дворових господарств.

### Адміністративний поділ
У повіті було 2 міста — повітове Суджа (утворювало самостійну одиницю, не входячи до складу жодної з волостей) та заштатне Миропілля.
Волосний поділ станом на 1880 рік:
- Бєловська волость
- Благодатенська волость
- Больше-Солдатченська волость
- Гонтаровська волость
- Дар'їнська волость
- Замостянська волость
- Криничанська волость
- Мало-Локнянська волость
- Мартиновська волость
- Миропільська волость
- Ржавська волость
- Скороденська волость
- Уланковська волость
- Чорно-Олешенська волость

## Національний склад
Суджанщина лежить на українсько-російській етнічній межі, тому в цілому по повіту населення розподілялося за мовою у такому співвідношенні 51,9 % складали російськомовні (77 953 особи) та 47,9 % україномовні мешканці (72011 осіб). Проте у містах суттєво переважали україномовні мешканці — у повітовій Суджі налічувалося 4546 україномовних та 2765 російськомовних, а у найбільшому місті — Миропіллі — було 9927 україномовних і лише 170 російськомовних жителів.